# Église française de Berne
Pour les articles homonymes, voir Église française réformée.
L’église française de Berne (en allemand : Französische Kirche) est une église protestante située à la Zeughausgasse 8, à Berne.

## Histoire
Elle a été construite durant les deux dernières décennies du XIIIe siècle, par la communauté des Dominicains établie à Berne depuis 1269 (on les appelait aussi frères prêcheurs d'où son surnom Predigerkirche). À l'origine, elle était dédiée à Pierre et Paul. La charpente d'origine qui surmonte la nef et le chœur a été construite vers 1310. Vers 1450, l'arc de triomphe séparant la nef du chœur est doté d'une spectaculaire fresque représentant le jugement dernier, redécouverte lors de la restauration de 1991. En 1495, le jubé, construit en même temps que l'église, a été décoré de fresques des Maîtres à l'Œillet bernois. Après l'adoption de la Réforme en 1528, le chœur a été converti en grenier à blé en 1534. En 1735, l'entrée Ouest a été dotée d'un portail baroque.
Depuis 1623, les cultes dans l'ancienne église des Dominicains se tiennent en langue française. Après la révocation de l'Édit de Nantes en 1685, l'église est devenue un lieu d'accueil de réfugiés huguenots. Le nom d'église française lui vient de ce qu'elle est encore aujourd'hui attribuée à la paroisse réformée de langue française de Berne.
Sur le mur Sud du couvent se trouvaient des fresques peintes par Nicolas Manuel représentant la danse macabre, peintes en 1520 et détruites en 1660 lors de la chute de ce mur. Des copies d'époque se trouvent dans les réserves du musée d'histoire de Berne.
Présentant une acoustique exceptionnelle, la nef de l'église est non seulement appréciée pour les cultes, mais aussi pour les nombreux concerts qui s'y déroulent.
Le chœur, qui avait été séparé en étages après la Réforme, a retrouvé son volume initial lors de la restauration de 1991. Il est aujourd'hui devenu une chapelle indépendante, dont la sobriété, l'élévation, et les fines colonnes de l'abside invitent au recueillement.
L'église est inscrite comme bien culturel suisse d'importance nationale.

## Littérature
- Ch. Gutscher, O. Roulet et al.: Schweizerische Kunstführer GSK, Band 608/609: Église française réformée de Berne, Bern 1997,  (ISBN 3-85782-608-8)
- Auguste Bertholet, « Le “Mémoire sur la vie de Monsieur Elie Bertrand” (1783), ou la construction de la postérité d’un “grand homme” des Lumières helvétiques », Trouvailles Lumières.Lausanne, n° 6, juin 2021,  (ISBN 978-2-940331-61-1) url : https://lumieres.unil.ch/fiches/trans/1098/.